# Sophie (musicista)
Sophie, pseudonimo di Sophie Xeon (Glasgow, 17 settembre 1986 – Atene, 30 gennaio 2021), è stata una produttrice discografica, musicista e disc jockey britannica.
Conosciuta per la sua musica pop sintetizzata e ipercinetica, è arrivata alla ribalta con singoli come Bipp (2013) e Lemonade (2014). La sua prima compilation, Product, è stata pubblicata nel 2015, seguita dall'album di debutto Oil of Every Pearl's Un-Insides, messo in commercio nel 2018 e che ha ricevuto una candidatura come miglior album dance/elettronico ai Grammy Awards 2019.
Ha lavorato a stretto contatto con artisti della PC Music, tra cui A. G. Cook e QT e ha prodotto per artisti del calibro di Madonna, Charli XCX, Vince Staples, Let's Eat Grandma, Kesha e Namie Amuro.

## Biografia

### Primi anni (2009–2015)

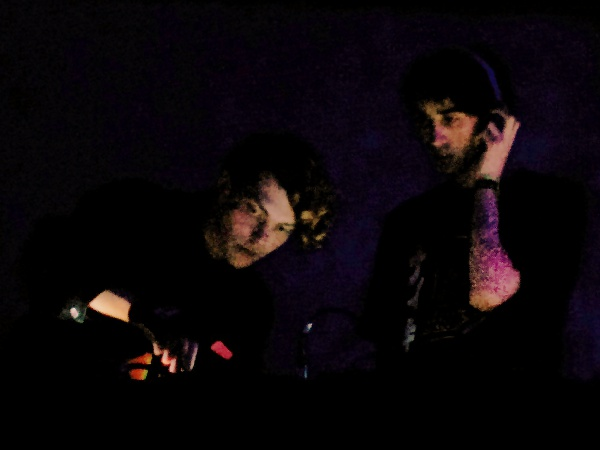
Sophie (sinistra) con A. G. Cook (destra)

Sophie ha iniziato la sua carriera in un gruppo chiamata Motherland. Nel 2011 ha realizzato il cortometraggio Dear Mr/Mrs del team olandese Freudenthal/Verhagen.
Nel febbraio 2013 esce il suo singolo di debutto Nothing More to Say, seguito da Bipp/Elle. Bipp in particolare ha attirato l'attenzione dei critici musicali, superando la lista di fine anno di XLR8R e piazzandosi al n°17 su Pitchfork. La rivista ha successivamente classificato la canzone nella lista dei migliori brani tra il 2010 e il 2014. A metà 2014, ha collaborato con la cantante pop giapponese Kyary Pamyu Pamyu. Sempre nel 2014, in collaborazione con A. G. Cook, ha prodotto la canzone Hey QT per il cantante pop QT. Il progetto includeva una bevanda energetica chiamata QT Energy Elixir. Su richiesta del cantante, Hey QT ripete il nome della bevanda per l'inserimento del prodotto.
Il singolo successivo di Sophie, Lemonade/Hard, viene pubblicato nell'agosto 2014, con contributi vocali di GFOTY e Nabihah Iqbal. Nel 2015, Lemonade viene usato in uno spot della catena di fast food McDonald's.

### Producte le varie produzioni (2015–2017)
Nel marzo 2015, Charli XCX ha annunciato una collaborazione con Sophie. In seguito è stato rivelato che la coppia aveva lavorato su alcune canzoni per il secondo album in studio della cantante. Il 27 novembre dello stesso anno dello stesso anno esce la compilation, Product.
Nel febbraio 2016 produce l'EP di Charli XCX, Vroom Vroom. Alla fine dell'anno, Sophie appare tra i produttori della canzone After the Afterparty, oltre a comparire nel videoclip della canzone.
Nel 2017, produce due canzoni del mixtape Number 1 Angel. Lo stesso anno, produce le canzoni Love Incredible e 9 (After Coachella) di Cashmere Cat dell'album 9.

### Oil of Every Pearl's Un-Insidese la prematura scomparsa (2017–2021)
Tra l'ottobre 2017 e il 16 febbraio 2018, Sophie pubblica tre singoli anticipatori dell'album di debutto: It's Okay to Cry, Ponyboy e Faceshopping.
Il 15 aprile 2018, pubblica Oil of Every Pearl's Un-Insides, che è stato bene accolto dalla critica musicale ed ha ricevuto una candidatura come miglior album dance/elettronico ai Grammy Awards 2019.
Intorno alle 4 del mattino del 30 gennaio 2021 Sophie è morta in seguito a un'accidentale caduta dal tetto della propria casa ad Atene, dove l'artista risiedeva.

## Discografia

### Album in studio
- 2018 – Oil of Every Pearl's Un-Insides
- 2024 – Sophie

### Compilation
- 2015 – Product

### Singoli

#### Come artista principale
- 2013 – Nothing More to Say/Eeehhh
- 2013 – Bipp/Elle
- 2014 – Lemonade/Hard
- 2015 – MSMSMSM/Vyzee
- 2015 – L.O.V.E./Just Like We Never Said Goodbye
- 2017 – It's Okay to Cry
- 2017 – Ponyboy
- 2018 – Faceshopping
- 2021 – Bipp (Autechre Mx)/Unisil
- 2021 – Unisil

#### Come artista ospite
- 2017 – 9 (After Coachella) (Cashmere Cat featuring MØ e Sophie)
- 2017 – Drop Down (Lunice featuring Sophie e Le1f)

### Remix
| Anno | Artista             | Titolo                                    |
| ---- | ------------------- | ----------------------------------------- |
| 2012 | Auntie Flo          | Highlife (Sophie Remix)                   |
| 2013 | Tiny Dancer         | Who Am I (Sophie MSMSMSM Remix)           |
| 2014 | Paris Suit Yourself | Won't K (Sophie Remix)                    |
| 2015 | Yelle               | Moteur Action (Sophie & A. G. Cook Remix) |

### Altre apparizioni
| Titolo                                       | Anno | Artista           | Album            | Crediti                               |
| -------------------------------------------- | ---- | ----------------- | ---------------- | ------------------------------------- |
| Catch                                        | 2013 | Palmistry         | -                | Produttrice addizionale               |
| Hey QT                                       | 2014 | QT                | -                | Co-scrittrice/produttrice             |
| Bitch I'm Madonna (feat. Nicki Minaj)        | 2015 | Madonna           | Rebel Heart      | Co-scrittrice/produttrice             |
| B Who I Want To B (featuring Hatsune Miku)   | 2015 | Namie Amuro       | Genic            | Co-scrittrice/produttrice             |
| When I Rule the World                        | 2015 | Liz               | -                | Co-scrittrice/produttrice             |
| Koi                                          | 2015 | Le1f              | Riot Boi         | Produttrice                           |
| Vroom Vroom                                  | 2015 | Charli XCX        | Vroom Vroom      | Co-scrittrice/produttrice             |
| Paradise (featuring Hannah Diamond)          | 2016 | Charli XCX        | Vroom Vroom      | Co-scrittrice/produttrice             |
| Trophy                                       | 2016 | Charli XCX        | Vroom Vroom      | Co-scrittrice/produttrice             |
| Secret (Shh)                                 | 2016 | Charli XCX        | Vroom Vroom      | Co-scrittrice/produttrice             |
| High School Love                             | 2016 | Liz               | Cross Your Heart | Co-scrittrice                         |
| After the Afterparty (featuring Lil Yachty)  | 2016 | Charli XCX        | -                | Co-scrittrice/produttrice addizionale |
| Love Incredible (featuring Camila Cabello)   | 2017 | Cashmere Cat      | 9                | Co-scrittrice/produttrice             |
| Roll With Me                                 | 2017 | Charli XCX        | Number 1 Angel   | Co-scrittrice/produttrice             |
| Lipgloss (featuring Cupcakke)                | 2017 | Charli XCX        | Number 1 Angel   | Produttrice                           |
| 9 (After Coachella) (featuring MØ e Sophie)  | 2017 | Cashmere Cat      | 9                | Ospite/co-scrittrice/produttrice      |
| Nights with You                              | 2017 | MØ                | -                | Co-scrittrice/produttrice             |
| Bossed Up                                    | 2017 | Quay Dash         | Transphobic      | Producer                              |
| Yeah Righ (featuting Kendrick Lamar e KUČKA) | 2017 | Vince Staples     | Big Fish Theory  | Co-scrittrice/produttrice             |
| Samo (featuring ASAP Rocky)                  | 2017 | Vince Staples     | Big Fish Theory  | Co-scrittrice/produttrice             |
| Ripe                                         | 2017 | Banoffee          | -                | Produttrice                           |
| Drop Down (featuring Sophie e Le1f)          | 2017 | Lunice            | CCCLX            | Ospite/produttrice                    |
| Fantasy (featuring Amber Liu)                | 2017 | Superfruit        | Future Friends   | Co-scrittrice/produttrice             |
| Queen of This Shit                           | 2017 | Quay Dash         | Quay Dash EP     | Produttrice                           |
| Out of My Head (featuring Alma e Tove Lo)    | 2017 | Charli XCX        | Pop 2            | Co-scrittrice/produttrice             |
| Hot Pink                                     | 2018 | Let's Eat Grandma | I'm All Ears     | Co-scrittrice/produttrice             |
| It's Not Just Me                             | 2018 | Let's Eat Grandma | I'm All Ears     | Co-scrittrice/produttrice             |
| SLIME                                        | 2020 | Shygirl           | ALIAS            | Co-scrittrice/produttrice             |